# Daiichi Sankyo
Daiichi Sankyo (яп. 第一三共株式会社 Дайити санкё: кабусики-гайся) — японская фармацевтическая компания. В списке крупнейших публичных компаний мира Forbes Global 2000 за 2021 год Daiichi Sankyo заняла 700-е место (1124-е по обороту, 972-е по чистой прибыли, 1431-е по активам и 353-е по рыночной капитализации). Штаб-квартира Daiichi Sankyo находится в Токио.
Компания Daiichi Sankyo Company, Limited является полноправным членом Европейской федерации фармацевтической промышленности и ассоциаций  (EFPIA) и Международной федерации фармацевтических производителей и ассоциаций (IFPMA).

## История
Была создана в 2005 году после слияния Sankyo Co., Ltd. (яп. 三共株式会社 санкё: кабусики гайся) и Daiichi Pharmaceutical Co., Ltd. (яп. 第一製薬株式会社 дайити сэйаку кабусики-гайся) из Токио, которые были фармацевтическими компаниями Японии с вековой историей. Компания Sankyo Co., Ltd. была основана доктором Такамине Йокичи. С марта 1913 по июль 1922 года Такамине был также первым президентом Sankyo Co., Ltd..
В 1990 году Sankyo приобрела фармацевтическую компанию Luitpold-Werk Group, базирующуюся в Мюнхене. В 2019 году Luitpold была переименована в American Regent. American Regent, в настоящее время базирующаяся в Соединённых Штатах, является дочерней компанией Daiichi Sankyo.
В 2006 году компания приобрела Zepharma, подразделение безрецептурных лекарств Astellas Pharma.
10 июня 2008 года Daiichi Sankyo стала крупнейшим акционером (35 %) индийской лекарственной лаборатории Ranbaxy, а в ноябре того же года увеличила свою долю до 51 %, заплатив $4,6 млрд.
4 апреля 2011 года Daiichi Sankyo завершила сделку по приобретению Plexxikon за $805 млн, фармацевтической компании из Беркли, штат Калифорния. В начале 2022 года компания была ликвидирована.
29 сентября 2014 года Daiichi купила Ambit Biosciences за $410 млн.
В апреле 2014 года Sun Pharmaceutical поглотила Ranbaxy, и Daiichi Sankyo получила взамен своего пакета 8,9 % акций Sun Pharma. 20 апреля 2015 года этот пакет был продан за $3,2 млрд.
В 2015 году Daiichi Sankyo согласился выплатить Правительству США и программе Медикейд в частности $39 млн для урегулирования обвинений Министерства юстиции США в отношении дачи взяткок врачам. С 2005 по 2011 год Daiichi Sankyo выплачивала врачам гонорары за доклады (по 140 долларов), а те приписывали пациентам лекарства Daiichi, в частности Azor, Benicar, Tribenzor и Welchol.
В 2020 году начались продажи препарата Энхерту (трастузумаб дерукстекан), применяемый при раке молочной железы.

## Деятельность
Компания разрабатывает и производит лекарственные препараты для лечения онкологических, сердечно-сосудистых и других заболеваний. Неосновная продукция включает безрецептурные лекарства, средства по уходу за кожей и полостью рта. Основным регионом деятельности является Япония, на неё в 2020—21 финансовом году пришлось 560,7 млрд из 962,5 млрд иен выручки (58,7 %); на США пришлось 17,6 %, на Европу — 11,6 %, на страны Азии и Бразилию — 10,4 %.
|                     | 2012  | 2013  | 2014   | 2015  | 2016  | 2017  | 2018  | 2019  | 2020  | 2021  |
| ------------------- | ----- | ----- | ------ | ----- | ----- | ----- | ----- | ----- | ----- | ----- |
| Оборот              | 938,6 | 994,7 | 1118,2 | 919,4 | 986,4 | 955,1 | 960,2 | 929,7 | 981,8 | 962,5 |
| Чистая прибыль      | 10,3  | 64,0  | 60,9   | 322,1 | 82,3  | 53,5  | 60,3  | 93,4  | 129,1 | 76,0  |
| Активы              | 1518  | 1685  | 1854   | 1982  | 1901  | 1915  | 1898  | 2088  | 2106  | 2085  |
| Собственный капитал | 832,7 | 938,5 | 1008   | 1307  | 1234  | 1171  | 1133  | 1250  | 1306  | 1272  |

## Список препаратов Daiichi Sankyo
Этот список не является исчерпывающим.
Онкология
- Enhertu (Трастузумаб дерукстекан)[20]
- Датопотамаб дерукстекан[англ.]
- Патритумаб дерукстекан[англ.]
- Turalio (Пексидартиниб)[21][22]
- Vanflyta (Квизартиниб) (доступен только в Японии)[23]

Сердечно-сосудистые
- Benicar (Олмесартан) (также продается как Benicar HCT, Azor, Olmetec, Rezaltas, Sevikar и Tribenzor)[24]
- Effient (Прасугрел) (продается вместе с «Eli Lilly and Company»; также продается как Efient)[25]
- Lixiana/Savaysa (Эдоксабан)[26][27]
- Minnebro (Эсаксеренон) (доступен только в Японии)[28]
- Nilemdo (бемпедоевая кислота, продается только в ЕС) (также продается как Nustendi)[29]

Другие препараты
- Canalia (Тенелиглиптин , Канаглифлозин) (доступен только в Японии)[30]
- Evoxac (Цевимелин)[31]
- Injectafer (Препараты железа)[32]
- Memary (Мемантин) (доступен только в Японии)[33]
- Nexium (Эзомепразол) (доступен только в Японии; продается компанией AstraZeneca в другом месте)[34]
- Pralia (Деносумаб)[35] (доступен только в Японии; также продается там как Ranmark)[36]
- Tarlige (Мирогабалин) (доступен только в Японии)[37]
- Tenelia[38]
- Venofer (сахароза железа)[39]
- Vimpat (Лакосамид) (доступен только в Японии; продается совместно с UCB)[40]
- Welchol (Колесевелам HCl)[41]
- Zelboraf (Вемурафениб)[42][43]

### Sankyo
- Azor (Амлодипин + Олмесартана медоксомил)
- Mevalotin (Правастатин)
- Loxonin (Локсопрофен)
- Hirudoid (препарат Гепариноида)
- Olmetec (Олмесартан)
- Каптоприл
- WelChol (Колесевелам)

### Daiichi Pharmaceutical
- Cravit (Левофлоксацин)
- FloxinOtic (Офлоксацин)
- Gracevit (Ситафлоксацин ), продаётся только в Японии
- Oflovid (Офлоксацин, продается только на Тайване и во Вьетнаме по лицензии Santen)